# Povodí Jang-c’-ťiangu
Povodí Jang-c’-ťiangu je povodí řeky 1. řádu a je součástí úmoří Východočínského moře. Tvoří je oblast, ze které do řeky Jang-c’-ťiangu přitéká voda buď přímo nebo prostřednictvím jejich přítoků. Jeho hranici tvoří rozvodí se sousedními povodími. Na západě jsou to povodí bezodtokých oblastí v Tibetu, na severu povodí Žluté řeky, na východě povodí menších přítoků Východočínského moře a na jihu povodí Mekongu, povodí Rudé řeky a povodí Perlové řeky. Nejvyšším bodem povodí je s nadmořskou výškou 7556 m Miňa Gangkar v Ta-süe-šan. Celé povodí se nachází na území Čínské lidové republiky.

## Dílčí povodí
| povodí                 | rozloha km² | nejvyšší bod | nadm.výška m | odtékající řeka | průtok v ústí m³/s |
| ---------------------- | ----------- | ------------ | ------------ | --------------- | ------------------ |
| Povodí Chuaj-che       | 187 000     | ...          | ...          | Chuaj-che       | 1000,0             |
| Povodí Chan-ťiangu     | 175 000     | ...          | ...          | Chan-ťiang      | 2000,0             |
| Povodí Ťia-ling-ťiangu | 160 000     | ...          | ...          | Ťia-ling-ťiang  | 2100,0             |
| Povodí Ja-lung-ťiangu  | 144 000     | Miňa Gangkar | 7556,0       | Ja-lung-ťiang   | 2000,0             |
| Povodí Min-ťiangu      | 134 000     | Miňa Gangkar | 7556,0       | Min-ťiang       | 3000,0             |
| Povodí Siang-ťiangu    | 94 900      | ...          | ...          | Siang-ťiang     | 2270,0             |
| Povodí Jüan-ťiangu     | 90 000      | ...          | ...          | Jüan-ťiang      | 2500,0             |
| Povodí Wu-ťiangu       | 88 200      | ...          | ...          | Wu-ťiang        | 1800,0             |
| Povodí Kan-ťiangu      | 82 000      | ...          | ...          | Kan-ťiang       | 1667,0             |
| Povodí C’-ťiangu       | 28 214      | ...          | ...          | C’-ťiang        | ...                |
| Povodí Tchuo-ťiangu    | 27 500      | ...          | ...          | Tchuo-ťiang     | 450,0              |
| Povodí Li-šueje        | 18 500      | ...          | ...          | Li-šuej         | ...                |